# Ерджан Ебатин
Ерджан Себайтин Ебатин е български политик от ДПС. Народен представител от Движението за права и свободи в XLIII, XLIV, XLV, XLVI, XLVII и XLVIII народно събрание.

## Биография
Ерджан Ебатин е роден на 27 август 1972 г. в град Провадия, Народна република България. Завършва Професионална гимназия по туризъм „Професор д-р Асен Златаров“ във Варна, а след това специалност „Биология и Химия“ в Шуменски университет „Епископ Константин Преславски“.
През 2001 г. е избран за областен координатор на ДПС за област Варна. В периода от 2007 до 2011 г. е член на съвета на директорите на Двореца на културата и спорта във Варна.